# Sterpunt

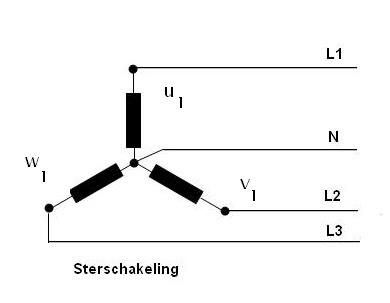

Een sterpunt in een driefasennet is het punt waarop de gemeenschappelijke nuldraad van de drie fasen wordt aangesloten. De spanning ten opzichte van aarde op het sterpunt zal bij een gelijkmatig over de fasen verdeelde belasting nul volt bedragen. Het sterpunt voert bij ongelijkmatige belasting zelf stroom, maar dat is ongewenst.
De naam sterpunt is ontleend aan de manier waarop driefasenetten worden getekend: het sterpunt ligt in het midden van de fasedraden {\displaystyle L1}, {\displaystyle L2} en {\displaystyle L3}, waarvan de fasen van elk 120° ten opzichte van elkaar zijn verschoven. Bij een motor waarvan de wikkelingen tussen de fasen en het sterpunt zijn verbonden, komen deze in stervorm samen in het sterpunt.
Het is strikt genomen niet noodzakelijk om een centraal sterpunt in een driefasennet te hebben omdat, in tegenstelling tot de nuldraad van een eenfasenet, de nuldraad in het sterpunt onder normale omstandigheden geen stroom voert.
Merk op dat elektrische stroom door de nuldraad {\displaystyle N} veel kleiner is dan door de drie fasedraden, omdat de som van de drie fasen gelijk aan nul is: {\displaystyle \sin(x)+\sin(x+{\dfrac {2}{3}}\pi )+\sin(x+{\dfrac {4}{3}}\pi )\ =\ 0}